# Jean Hotman
Jean Hotman, Markies van Villers-St-Paul, (Lausanne, 1552 - 26 januari 1636) was een Franse diplomaat. Hij was in dienst van Robert Dudley, graaf van Leicester en van 1585 tot 1587 de afgevaardigde van koningin Elizabeth I van Engeland naar de Republiek der Zeven Verenigde Nederlanden. Hotman trad op als Leicesters agent in Utrecht tijdens diens afwezigheid. Ook schreef hij een handboek voor ambassadeurs.

## Levensloop

### Afkomst
Jean Hotman was de oudste zoon van de bekende jurist en schrijver François Hotman. Hij werd geboren in Lausanne, waar de familie in ballingschap leefde vanwege de vervolgingen van de protestanten in Frankrijk. Hoewel ook zijn vader recht had op de titel van markies voerde hij deze niet, omdat hij vanwege zijn overgang tot het protestantisme vervreemd was geraakt van zijn familie.
Het gezin Hotman verhuisde vaak, gedeeltelijk als gevolg van de Hugenotenoorlogen. Van 1555 tot 1563 verbleven zij in Straatsburg, van 1563 tot 1566 in Valence en van 1566 tot 1572 in Bourges, een verblijf dat vanwege katholieke vijandelijkheden twee keer onderbroken moest worden. In 1572 vertrok zijn vader naar Parijs en in 1573 naar Genève, waar hij tot 1578 bleef. In dat jaar vertrok vader Hotman naar Bazel waar hij in 1590 zou overlijden.

### In dienst van Amias Paulet
Jean Hotman studeerde rechtsgeleerdheid aan de universiteit van Valence en promoveerde voor 1568 tot meester. Later vertrok hij naar Parijs en in 1578 werd hij dankzij de invloed van zijn vader aangesteld als gouverneur in het huishouden van de Engelse ambassadeur Sir Amias Paulet. Hij gaf les aan diens zoons Anthony en George en volgde Paulet toen deze in 1579 werd teruggeroepen naar Engeland. Mogelijk heeft hij ook kennisgemaakt met Francis Bacon die in 1577 en 1578 samen met Sir Amias op reis was.
In maart 1580 ging Jean met Anthony en George naar Oxford, waar hij kennismaakte met een groot aantal bekende en nog niet bekende personen. Hier promoveerde Jean in 1581 tot doctor in de rechten. Tot de Oxfordse kennissenkring van Jean behoorden Richard Hakluyt, Henry Cuffe (1563-1601) and Sir Philip Sidney. Met name het contact met laatstgenoemde was van belang voor Jean Hotman, aangezien deze samen met Sir Amias Paulet hem onder de aandacht bracht van zijn oom Robert Dudley, die kanselier was van de Oxfordse universiteit.

### In dienst van Robert Dudley
In het late voorjaar van 1582 kwam Jean Hotman in dienst bij Dudley als zijn secretaris voor de correspondentie in vreemde talen. Hierdoor kwam hij aan het hof van koningin Elizabeth I. Hij verbleef echter niet alleen in Londen, maar reisde ook veelvuldig heen en weer naar het Europese vasteland. In 1584 was Hotman in Caen, waar hij benoemd werd als "prieur du college des droits", een taak die hij niet op zich naam omdat de stad weigerde hem te betalen. In 1584 of 1585 trouwde Jean Hotman, mogelijk in Frankrijk, met Renée de St Martin, een vroegere hofdame van Lady Rich. Op 14 januari 1585 werd hij door Hendrik van Navarra, later koning Hendrik IV van Frankrijk, aangesteld als raadsman en Maître des requêtes.
Hierna keerde Hotman terug naar Engeland, waarna hij in mei 1585 Leicester volgde toen deze naar de Republiek werd gezonden. Toen Leicester weer terugging naar Engeland, bleef Hotman achter als zijn agent met de speciale opdracht om de troebelen in Utrecht te beëindigen. Hij slaagde hierin, maar beledigde vervolgens Leicester doordat hij rechtstreeks aan de koningin schreef. Hoewel Leicester hem hiervoor veel verwijten maakte, leidde dit niet tot een permanente breuk tussen hen. Toen Leicester in december 1587 na zijn tweede verblijf in de Lage Landen terugkeerde naar Engeland bevond Hotman zich in zijn gevolg.

### Zelfstandig man
In 1588 kreeg Jean Hotman een prebende in Ilfracombe. Het inkomen van 28 pond per jaar ging echter grotendeels op aan belastingen en onkosten. In maart van datzelfde jaar schreef hij zich in als advocaat bij Gray's Inn, maar er is niets dat er op wijst dat hij als jurist gewerkt heeft. In 1590 keerde hij terug naar Frankrijk om de nalatenschap van zijn overleden vader te beheren en hij werd voogd van zijn drie ongehuwde zussen.
In 1603 publiceerde Jean Hotman een traktaatje met als titel L'Ambassadeur, dat ook in het Engels werd vertaald. Hierin waarschuwde hij diplomaten om geen bedienden in dienst te nemen uit het land waar zij werkten, aangezien deze "huurlingen" mogelijk spionnen konden zijn. Hij adviseerde ambassadeurs uitdrukkelijk om hun echtgenote mee te nemen naar het buitenland, aangezien zij toezicht kon houden op de huishouding, zodat de leden daarvan geen gevoelige informatie konden verraden aan buitenstaanders.

## Voornaamste werken
- L'ambassadeur (z.pl., 1603; Ned. vertaling: Van de last en waerdigheyt eenes ambassadeurs, Amsterdam, 1646)
- Francisci et Joannis Hotomanorum patris ac filii, et clarorum virorum ad eos epistolae: quibus accedit epistolarum miscellanearum virorum doctorum qui hoc et superiore saeculo claruere appendix ex bibliotheca Jani Gulielmi Meelii J.C. (Amsterdam: Gallet, 1700; door Joan Willem van Meel[2]) digitale versie